# Tamacine
Tamacine (în arabă تماسين) este o comună din provincia Ouargla, Algeria.
Populația comunei este de 20.067 de locuitori (2008).